# Idiot Side
Az Idiot Side egy magyar pop/rockegyüttes.

## Előzmények
Az Idiot Side 2004 novemberében alakult. Ekkor a tagjai Barna Balázs, Lapis Botond, Gönczy Gergő és Piricz Ádám voltak. A kezdeti sikeres fellépéseik után Gönczy Győző menedzser segítségével 2005-ben a budapesti Brillantin Stúdióban vették fel első dalaikat. Ebben az évben felléptek többek között a Hooligans, a Disco Express és a Republic előzenekaraként.
2007 februárjában a Szerencsi Televízió stábja segítségével leforgatták első videóklipjüket, a Szebb világ című számukhoz. Nem sokkal utána tagcsere történt a zenekarban, Piricz Ádám helyett Tóth Roland lett az együttes dobosa.
2008. március elején Lola első nagy koncertjének voltak a előzenekara.

## Zenei karrier
Országosan ismertté 2008 szeptemberében váltak, amikor a VIVA TV elkezdte játszani második, Könnyen jön című videóklipjüket. 2009 elején készült el harmadik videóklipjük, a Szárnyak nélkül című dalukhoz. Ugyanebben az évben az együttest több zenei díjra is jelölték, BRAVO OTTO Legjobb új előadó díját el is nyerte.
2010 márciusában jelent meg negyedik videóklipjük, az Álarc című dalukhoz. Ugyanebben az évben, május 7-én jelent első albumuk, 21 címmel.
Hallgass bele a 21 című lemez dalaiba: https://www.youtube.com/watch?v=y6CICXExMKQ

## Tagok
- Barna Balázs (Sátoraljaújhely, 1988. október 30.) - ének
- Gönczy Gergő (Miskolc, 1988. szeptember 24.) - basszusgitár
- Lapis Botond László (Miskolc, 1990. március 14.) - gitár
- Tóth Roland (Miskolc, 1989. szeptember 19.) – dob

## Diszkográfia

### Albumok
- 2010 - 21

### Videóklipek
- 2007 – Szebb világ
- 2008 – Könnyen jön
- 2009 – Szárnyak nélkül
- 2010 – Álarc
- 2010 - 21
- 2011 - Te+Én
- 2013 - Nézőpont

### Slágerlistás dalok
| Év                  | Dal                | Legmagasabb helyezés | Legmagasabb helyezés   | Legmagasabb helyezés | Legmagasabb helyezés | Legmagasabb helyezés         | Legmagasabb helyezés | Album |
| Év                  | Dal                | VIVA Chart           | Mahasz Editors’ Choice | Mahasz Rádiós Top 40 | Mahasz Dance Top 40  | MAHASZ Single (track) Top 10 | EURO 200             | Album |
| ------------------- | ------------------ | -------------------- | ---------------------- | -------------------- | -------------------- | ---------------------------- | -------------------- | ----- |
| 2008                | Könnyen jön        | 10                   |                        |                      |                      |                              |                      | 21    |
| 2009                | Szárnyak nélkül    | 4                    |                        |                      |                      |                              |                      | 21    |
| 2010                | Álarc              | 6                    |                        |                      |                      |                              |                      | 21    |
|                     |                    | Összesítés           |                        |                      |                      |                              |                      |       |
| 1. helyezett számok |                    |                      |                        |                      |                      |                              |                      |       |
| Top 10-be bekerült  | Top 10-be bekerült | 3                    |                        |                      |                      |                              |                      |       |
| Top 40-be bekerült  | Top 40-be bekerült | 3                    |                        |                      |                      |                              |                      |       |

## Elismerések és díjak
- 2009 – BRAVO OTTO - Az év hazai felfedezettje[3]
- 2009 – VIVA Comet – Legjobb új előadó (jelölés)[4]
- 2009 – VIVA Comet – Legjobb együttes (jelölés)[4]
- 2010 - BRAVO OTTO - Az év magyar együttese (jelölés)
- 2010 - VIVA Comet - Legjobb együttes (jelölés)